# Амвросијивка
Амвросијивка (укр. Амвросіївка) град је у Украјини у Доњецкој области. Према процени из 2012. у граду је живело 19.021 становника.

## Становништво
Према процени, у граду је 2012. живело 19.021 становника.
| 1979.  | 1989.  | 2001.  | 2012.  |
| ------ | ------ | ------ | ------ |
| 24.406 | 23.951 | 22.130 | 19.021 |